# Battaglia di Landen
La battaglia di Landen, anche conosciuta come battaglia di Neerwinden, fu combattuta il 29 luglio del 1693 durante la Guerra della Grande Alleanza (o guerra della Lega d'Augusta) fra l'esercito francese di Luigi XIV comandato dal Maresciallo Luxembourg e quello delle forze alleate degli Asburgo, comandato da Guglielmo III d'Inghilterra.
L'armata francese del Maresciallo Luxemburg era composta da 190 squadroni di cavalleria, 90 battaglioni di fanteria e due reggimenti d'artiglieria per un totale di circa 75 000 uomini, mentre quella del Principe d'Orange contava 152 squadroni di cavalleria e 64 battaglioni di fanteria, fra i quali almeno due erano costituiti dagli spagnoli dei Tercios de Zúñiga y Mancheño, per un totale di circa 50 000 uomini.
Guglielmo si era installato su una buona posizione difensiva e decise di attendere l'attacco francese concentrandosi sul centro ma sguarnendo i fianchi, sui quali le ali dell'esercito francese conversero scompigliando la formazione nemica e provocandone la fuga. I francesi, a causa delle elevate perdite (9 000 morti), nonostante la vittoria schiacciante, rinunciarono all'inseguimento e alla distruzione totale del nemico (18 000 morti).
L'armata francese catturò così tanti stendardi nemici da rendere possibile la realizzazione di un'intera tappezzeria per l'interno della Cattedrale di Notre-Dame a Parigi. Per questo motivo, da quel giorno in poi il Maresciallo Luxembourg fu soprannominato Tapissier de Notre-Dame ("Tappezziere di Notre-Dame").
Nella stessa località cent'anni dopo si svolgerà una battaglia fra l'esercito rivoluzionario francese e l'esercito imperiale.